# Линел
Линел (фр. Lunel) град је у Француској, у департману Еро.
По подацима из 1999. године број становника у месту је био 22.352.

## Демографија
| 1962. | 1968.  | 1975.  | 1982.  | 1990.  | 1999.  | 2011.  |
| ----- | ------ | ------ | ------ | ------ | ------ | ------ |
| 8.872 | 10.735 | 13.452 | 15.648 | 18.404 | 22.352 | 25.565 |